# Rito di Braga

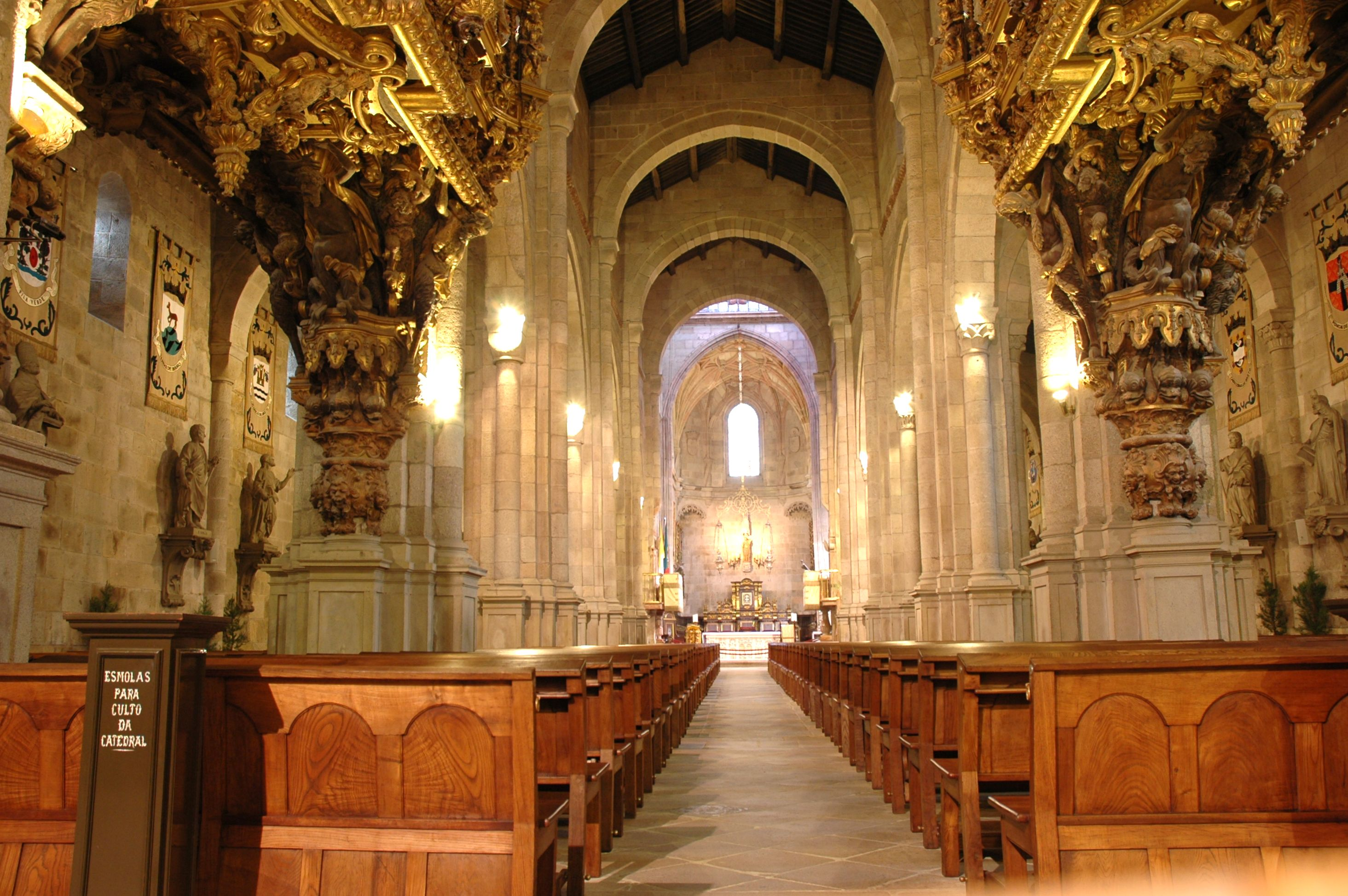
Interno della cattedrale di Braga

Il rito di Braga (in latino: ritus Bracarensis) è uno dei riti liturgici della Chiesa cattolica, in particolare dalla Chiesa latina. È in uso, sebbene non sia obbligatorio, nell'arcidiocesi di Braga, nella parte settentrionale del Portogallo, e presso i presbiteri in essa ordinati. È imparentato con i riti mozarabico, romano e gallicano. Le origini di un rito proprio dell'arcidiocesi possono tracciarsi indietro nel tempo fino al VI secolo, ma è probabile che esso abbia assunto i propri tratti caratterizzanti attuali tra i secoli XI e XIII. Il manoscritto del Messale di Matteus, scoperto nel 1925 e datato al secondo quarto del XII secolo, è la fonte più antica sul ritus Bracarensis.

## Storia e diffusione
Nel 1570 papa Pio V, con la bolla Quo Primum, unificò la liturgia latina e, collazionando gli antichi messali secondo l'uso della Curia Romana, promulgò un messale utilizzabile ovunque, ma conservò espressamente i riti che potessero vantare più di duecento anni di antichità. L'arcidiocesi di Braga conservò quindi il suo rito, anche per interessamento dell'arcivescovo di Braga Bartolomeo Fernandes. Il rito di Braga, dopo alcuni conflitti dovuti a tentativi di introduzione del rito romano, fu restaurato nel sinodo diocesano del 1918, ed il nuovo breviario fu approvato da papa Benedetto XV con la bolla Sedis huius Apostolicae del 14 maggio 1919, su sollecitazione dell'arcivescovo Manuel Vieira de Matos. Nella bolla Benedetto XV ebbe cura di specificare l'importanza storica del rito di Braga: 
(Papa Benedetto XV, bolla Sedis Huius)
Papa Benedetto XV nel 1924 approvò anche il messale, ed entrambi - breviario e messale - divennero obbligatori nell'arcidiocesi di Braga. Va notato che nella Sedis Huius il pontefice fece riferimento ad una precedente difficoltà, per il clero bracarense, ad usare il proprio rito per penuria di copie dei libri liturgici. Da ciò si può dedurre che, prima delle approvazioni del messale e del breviario, sussistesse una qualche incertezza sulle forme esatte da osservare nel rito diocesano.
All'epoca della riforma del rito romano del 1969, all'arcidiocesi mancavano i mezzi per rivedere il proprio rito – come è stato rivisto il rito ambrosiano – e perciò vi fu generalmente adottato il rito romano. Il rito rimane valido, anche a seguito del Concilio Vaticano II, ma il suo uso è facoltativo dal 1971 ed esso è perciò usato abbastanza raramente.

Attualmente l'uso pubblico del rito di Braga è normalmente limitato alla cattedrale e solo nella festa della Presentazione del Signore (2 febbraio), nella Domenica delle palme e nella Settimana santa.

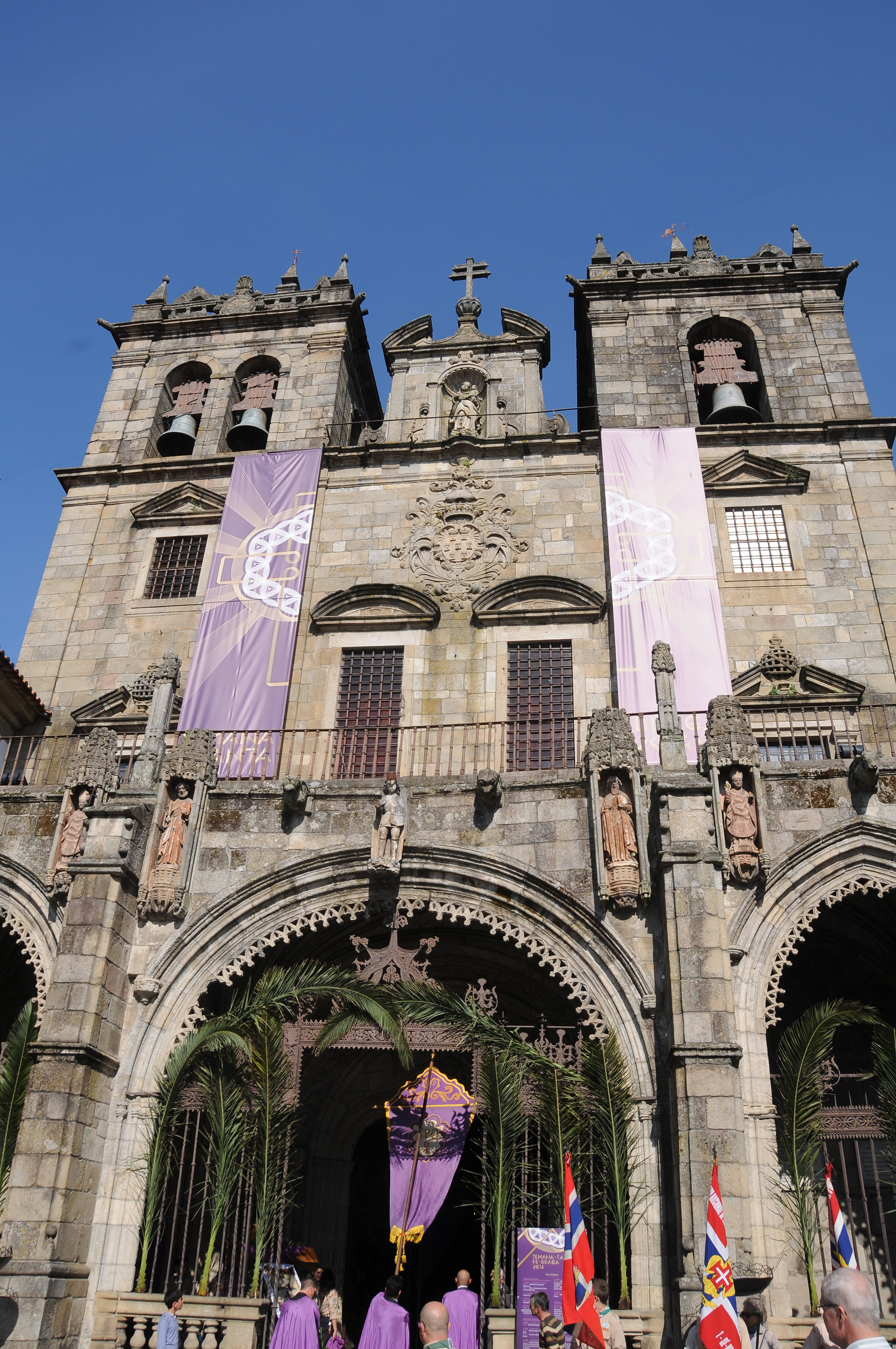
Esterno della cattedrale di Braga

Nel 1998 l'allora cardinale Joseph Ratzinger, futuro papa Benedetto XVI, citò il rito di Braga come uno di quei riti la cui esistenza dimostra che l'unità ecclesiale della Chiesa latina non richiede una perfetta uniformità liturgica.
Alcuni presbiteri ordinati nell'arcidiocesi di Braga, che pur risiedendo o celebrando all'estero godono di un indulto automatico per celebrare secondo il rito della loro diocesi di ordinazione, hanno occasionalmente officiato la messa nelle forme del rito di Braga ancora negli anni 2010 a Fatima e a Providence, nel Rhode Island, dove risiede una composita grande comunità di emigrati portoghesi che utilizza il rito in occasione della Domenica delle Palme.
Nel 2022 alcuni fedeli hanno appello al nuovo arcivescovo affinché promuova un maggior uso del rito nell'arcidiocesi di Braga.

## Differenze rispetto al rito romano
Fra le principali differenze rispetto al rito romano nella sua forma tridentina figurano:
- Recita dall'Ave Maria all'inizio della celebrazione della Santa Messa
- Vi sono 7 intonazioni del Gloria
- Nella messa solenne, il calice viene preparato con acqua e vino dopo la seconda lettura, ma prima del Vangelo. Il fatto di compiere quest'azione prima della lettura del Vangelo è un tratto comune ai riti gallicano-normanni, ritrovandosi anche nel rito di Sarum, e nell'uso medioevale di Rouen e York. Nei riti medievali l'acqua simboleggiava la natura umana di Gesù, quindi la sua infusione nel vino in tale preciso momento è legata al fatto nel momento della predicazione egli era ancora nel mondo terreno, predicando ed insegnando tra le genti attraverso la sua persona umana.
- Nella formula di congedo, resiste l'opzione per l'impiego del Benedicamus Domino al posto del tradizionale Ite, missa est, opzione originariamente presente anche nel messale romano, ma soppressa nel 1962.
- Recita del Sub tuum praesidium (con variazioni durante l'anno liturgico) al termine della celebrazione.

Resiste inoltre, nel rito di Braga, una rosa più ampia di messe votive, molto sfoltite nel rito romano a seguito della riforma liturgica. Le messe votive contra paganos e ad tollendam schismam hanno conservato i loro nomi originali, probabilmente per via della non ancora intervenuta revisione integrale del messale di Braga. Sopravvivono poi alcune messe votive un tempo presenti anche nel messale romano, quali la Missa pro remissione peccatorum, la Missa pro pace, la Missa tempore belli e la Missa pro vitanda mortalitate; il loro ufficio è però ridottissimo, se non nullo.
Esistono poi alcune messe votive non condivise dal messale romano, ed esclusive del rito di Braga: la Missa pro navegantibus (da ricollegare alla tradizione marinaresca del Portogallo), la Missa pro serenitate e la Missa ad poscendam pluviam (che presentano punti di contatto con le liturgie del messale romano ad petendam pluviam e ad petendam serenitatem).
Va comunque sottolineato che le differenze tra il rito romano ed il rito di Braga sono, nelle restanti parti della messa, trascurabili e limitate all'aggiunta o alla modifica di poche parole nelle varie orazioni (ad esempio, nel rito di Braga "Aufer a nobis, quaesumus, Domine, cunctas iniquitates nostras" rispetto al rito romano "Aufer a nobis, quaesumus, Domine, iniquitates nostras"). In considerazione di questa grande somiglianza al rito romano, alcuni studiosi asseriscono che il rito di Braga sia una variante dello stesso e cioè un "rito territoriale romano" ovvero un "uso locale del rito romano", al pari del rito lionese, e non un "rito non-romano", quali sarebbero invece i riti mozarabico o ambrosiano. La Pontificia commissione "Ecclesia Dei" nel 2018, interrogata in proposito da un sacerdote polacco della diocesi di Zielona Góra-Gorzów, non ha smentito né corretto questa interpretazione.